# ᛉ
ᛉ (アルギズ、アルジズ、英語: algiz) はルーン文字の第15字母で、アングロサクソンルーンにおいて /z/ または /r/ の音価を表す文字である。その名称は "ヘラジカ"を意味する。